# Fake Love (singel Dody)
Fake Love – utwór polskiej piosenkarki Dody, i zarazem drugi singel promujący czwarty solowy album studyjny artystki pt. Aquaria. Premiera piosenki odbyła się 27 grudnia 2021 na antenie Radia Zet oraz RMF FM. Teledysk udostępniono 31 grudnia 2021 za pośrednictwem serwisu YouTube. 31 grudnia artystka zaprezentowała utwór po raz pierwszy na żywo podczas sylwestrowego koncertu telewizji Polsat Sylwestrowa Moc Przebojów na Stadionie Śląskim. Singel wszedł do głównego notowania polskiej listy airplay, plasując się na szóstym miejscu, a także dotarł do drugiego miejsca listy TOP 200 aplikacji Shazam.
W czerwcu 2022 singel pokrył się złotem, zaś w listopadzie 2022 platyną.

## Występy telewizyjne z utworem
| Koncert/gala                    | Data                 | Transmisja telewizyjna | Źródło |
| ------------------------------- | -------------------- | ---------------------- | ------ |
| Sylwestrowa Moc Przebojów 2021  | 31 grudnia 2021      | Polsat                 | [ 5 ]  |
| Cafe Piosenka                   | 20 marca 2022        | TVP3                   | [ 6 ]  |
| Polsat SuperHit Festiwal 2022   | 21 maja 2022         | Polsat                 | [ 7 ]  |
| Miss Supranational 2022         | 15 lipca 2022        | Polsat                 | [ 8 ]  |
| Magiczne Zakończenie Wakacji    | 27 sierpnia 2022     | Polsat                 | [ 9 ]  |
| Gala PGE Ekstraliga 2022        | 10 października 2022 | Canal+ Sport 5         | [ 10 ] |
| Sylwestrowa Moc Przebojów 2022  | 31 grudnia 2022      | Polsat                 | [ 11 ] |
| Polsat SuperHit Festiwal 2023   | 26 maja 2023         | Polsat                 | [ 12 ] |
| Miss Polonia 2023               | 30 czerwca 2023      | TVP2                   | [ 13 ] |
| Roztańczona Polska              | 16 lipca 2023        | TVP3                   | [ 14 ] |
| Doda. Dream show - Aquaria Tour | 3 listopada 2023     | Polsat                 | [ 15 ] |
| Sylwestrowa Moc Przebojów 2023  | 31 grudnia 2023      | Polsat                 | [ 16 ] |
| Roztańczony PGE Narodowy        | 28 września 2024     | Polsat                 | [ 17 ] |

## Lista utworów
- Digital download[18]

1. „Fake Love” – 2:25

- Digital download[19]

1. „Fake Love” (Extended Version) – 2:40

## Notowania

### Listy airplay
| Kraj   | Notowanie                         | Najwyższa pozycja na liście | Źr.    |
| ------ | --------------------------------- | --------------------------- | ------ |
| Polska | ZPAV (AirPlay – Top)              | 6                           | [ 1 ]  |
| Polska | ZPAV (AirPlay – Nowości)          | 4                           | [ 20 ] |
| Polska | ZPAV (AirPlay – TV)               | 2                           | [ 21 ] |
| Polska | ZPAV (AirPlay – Największe skoki) | 2                           | [ 22 ] |

### Listy przebojów
Radio
| Notowanie                                  | Najwyższa pozycja na liście | Źr.    |
| ------------------------------------------ | --------------------------- | ------ |
| Muzyczne Radio (HitPlaneta)                | 1                           | [ 23 ] |
| Nasze Radio (HitFm)                        | 8                           | [ 24 ] |
| Polskie Radio Katowice (Lista Przebojów)   | 1                           | [ 25 ] |
| Polskie Radio Londyn (London Top 20)       | 2                           | [ 26 ] |
| Radio Eska (Gorąca 20)                     | 2                           | [ 27 ] |
| Radio Express (Disco Lista)                | 1                           | [ 28 ] |
| Radio FaMa (Radioaktywna Lista Przebojów)  | 1                           | [ 29 ] |
| Radio Parada (HotTop20)                    | 3                           | [ 30 ] |
| Radio Strefa FM (Strefa Aktualnych Hitów)  | 1                           | [ 31 ] |
| Radio Sud (Lista Hitów)                    | 7                           | [ 32 ] |
| Radio SuperNova (Super 13)                 | 4                           | [ 33 ] |
| Radio Victoria (Lista przebojów)           | 1                           | [ 34 ] |
| Radio Zachód (Mniej Więcej Lista)          | 11                          | [ 35 ] |
| Radio Zet (Lista przebojów Radia Zet)      | 1                           | [ 36 ] |
| Radio Ziemi Wieluńskiej (Przebojowa Lista) | 1                           | [ 37 ] |
| Radio „Znad Wilii” (Lista PL)              | 1                           | [ 38 ] |
| RMF FM (Poplista)                          | 1                           | [ 39 ] |
| RMF Maxxx (Hop Bęc)                        | 11                          | [ 40 ] |
| Weekend FM (Hit Port)                      | 1                           | [ 41 ] |
| Wietrzne Radio (TOP 15)                    | 4                           | [ 42 ] |
| Vox FM (Best Lista)                        | 1                           | [ 43 ] |

Telewizja
| Notowanie                             | Najwyższa pozycja na liście | Źr.    |
| ------------------------------------- | --------------------------- | ------ |
| 4fun Dance (Top 20)                   | 1                           | [ 44 ] |
| 4fun.tv (Ulubiona 20)                 | 4                           | [ 45 ] |
| Music Box Polska (15 Music Box Chart) | 1                           | [ 46 ] |

## Nominacje i wyróżnienia
| Rok  | Konkurs                 | Kategoria                      | Rezultat    | Źr.    |
| ---- | ----------------------- | ------------------------------ | ----------- | ------ |
| 2022 | OGAE Song Contest 2022  | Polskie eliminacje do konkursu | Wygrana     | [ 47 ] |
| 2022 | The Pop Hub Awards 2022 | Najlepsza choreografia         | Nominacja   | [ 48 ] |
| 2022 | Plebiscyt RMF FM        | Przebój roku RMF FM 2022       | 35. miejsce | [ 49 ] |
| 2022 | Plebiscyt Radia Eska    | Gorąca 100                     | 99. miejsce | [ 50 ] |

## Certyfikaty
| Kraj          | Certyfikat      | Sprzedaż |
| ------------- | --------------- | -------- |
| Polska (ZPAV) | platynowa płyta | 50 000+  |